# Cosenza Nuoto
L'AQA Cosenza Nuoto, meglio conosciuta col nome Cosenza Nuoto, o con le abbreviazioni sue di AQA Cosenza, e AQA è una società polisportiva italiana di tuffi, pallanuoto, e nuoto la quale è stata fondata nell’omonima cittadina calabrese nel 1992. La società ha sede nel quartiere di Campagnano a Cosenza, nella zona Nord della città.

## Storia
La società viene fondata nel 1992 dalla nota famiglia Manna a Cosenza e la sua sezione pallanuoto, prima disciplina della polisportiva calabrese, viene subito iscritta alla Serie D. Nell’annata 1995-1996 con Claudio Bogdan in panchina ottiene la sua prima promozione in Serie C. Tre anni dopo arriva la seconda promozione: nel 1998-1999 grazie a Mino Cacace viene promossa in Serie B. L'anno successivo con Roberto Fiori viene sfiorata la promozione in Serie A2, arrivando ai play-off ma venendo battuti dalla Racing Roma.
Nel 2001-2002 con Ivan Milardović che prende il posto di Damir Polić arriva la desiderata promozione in Serie A2 grazie ad un primo posto che assicura alla società la promozione diretta. Nel 2003-2004 la squadra arriva seconda in campionato, acquisendo il diritto di giocare i play-off, persi contro il Civitavecchia. Il secondo posto viene bissato anche nel 2004-2005, e come nell'anno precedente vengono battuti ai play-off dal Plebiscito Padova. L'anno successivo con Antonio Piccione la squadra conquista il primo posto e attraverso i play-off viene promossa in Serie A1. Ma l'esperienza nella massima serie dura solamente un anno: nonostante l'arrivo in panchina di Zoran Mustur e di campioni come Hrvoje Brlecić e Igor Racunica a fine stagione 2006-2007 la squadra retrocede in Serie A2 ma per ragioni economiche ci rinuncia e riparte dalla Serie C.
Nel 2008-2009 arriva prima nel suo girone ma viene battuta nello spareggio per l'accesso diretto alla Serie B. Ad inizio anno viene ripescata e con Francesco Manna in panchina e una squadra composta in larga parte da atleti del suo vivaio affronta il campionato di Serie B purtroppo retrocedendo senza sfigurare. Il progetto di valorizzazione del vivaio continua e nel 2010-2011 la Cosenza Nuoto si ritrova ad affrontare il campionato di Serie C interamente con giocatori appartenenti al vivaio cosentino arrivando 1º. Nel 2011-2012 arrivano innesti importanti e alcune "vecchie" glorie ritornano a giocare per centrare l'obiettivo salvezza. Nella stagione 2023-24 la prima squadra maschile gioca nell'ottavo girone della Serie C in Sicilia puntando alla promozione in B.
La squadra femminile, che ha una tradizione sportiva migliore, invece milita in Serie A1.
Notevoli risultati sono stati raggiunti anche dalle sezioni incentrate ad altre discipline acquatiche, ove nei tuffi si rimembrano atleti oramai entrati nei cuori della popolazione cosentina, fra questi: Giovanni Tocci, pluricampione italiano assoluto, varie medaglie pregiate nei mondiali ed europei di tuffi e ben tre partecipazioni ai Giochi Olimpici; e Francesco Porco, anch’egli pluricampione italiano assoluto, e bronzo ai Giochi della XXX Universiade 

## Rose 2024-2025

### Rosa Maschile 2024-2025

#### Serie C Maschile 2024-2025
| N° |                   | Ruolo | Giocatore            |
| -- | ----------------- | ----- | -------------------- |
|    | Italia (bandiera) | P     | Vincenzo Mastrangelo |
|    | Italia (bandiera) | P     | Emanuele Fiorino     |
|    | Italia (bandiera) | D     | Niccolò Di Puppo     |
|    | Italia (bandiera) | D     | Lorenzo Romano       |
|    | Italia (bandiera) | A     | Vincenzo Viola       |
|    | Italia (bandiera) | A     | Antonio Lento        |
|    | Italia (bandiera) | A     | Matteo Brunosio      |
|    | Italia (bandiera) | A     | Davide de Lucia      |

| N° |                   | Ruolo | Giocatore         |
| -- | ----------------- | ----- | ----------------- |
|    | Italia (bandiera) | A     | Gaspare Cerzoso   |
|    | Italia (bandiera) | CV    | Michele Mazza     |
|    | Italia (bandiera) | CV    | Gabriele De Luca  |
|    | Italia (bandiera) | CV    | Adamo Runco       |
|    | Italia (bandiera) | CV    | Antonio Falsetta  |
|    | Italia (bandiera) | CB    | Enrico Chiappetta |
|    | Italia (bandiera) | CB    | Emilio Palermo    |
|    | Italia (bandiera) | CB    | Renzo Stavolo     |

| Allenatore: | Gianmarco Manna |

#### Juniores Maschile 2024-2025
| N° |                   | Ruolo | Giocatore           |
| -- | ----------------- | ----- | ------------------- |
|    | Italia (bandiera) | P     | Emanuele Fiorino    |
|    | Italia (bandiera) | P     | Salvatore Rizzo     |
|    | Italia (bandiera) | D     | Michele Caira       |
|    | Italia (bandiera) | D     | Claudio Albino      |
|    | Italia (bandiera) | A     | Antonio Lento       |
|    | Italia (bandiera) | A     | Francesco Pignataro |

| N° |                   | Ruolo | Giocatore         |
| -- | ----------------- | ----- | ----------------- |
|    | Italia (bandiera) | A     | Saverio Sarro     |
|    | Italia (bandiera) | A     | Mario Casciaro    |
|    | Italia (bandiera) | CV    | Adamo Runco       |
|    | Italia (bandiera) | CV    | Antonio Falsetta  |
|    | Italia (bandiera) | CB    | Umberto Cosentino |
|    | Italia (bandiera) | CB    | Renzo Stavolo     |

| Allenatore: | Gianmarco Manna |

#### Allievi Maschile 2024-2025
| N° |                     | Ruolo | Giocatore           |
| -- | ------------------- | ----- | ------------------- |
|    | Italia (bandiera)   | P     | Salvatore Rizzo     |
|    | Pakistan (bandiera) | P     | Giovanni Marigliano |
|    | Italia (bandiera)   | D     | Lorenzo Bruno       |
|    | Italia (bandiera)   | D     | Cristian Napoli     |
|    | Italia (bandiera)   | D     | Giancarlo Manna     |
|    | Italia (bandiera)   | A     | Mattia Terzo        |
|    | Italia (bandiera)   | A     | Marco Basile        |
|    | Italia (bandiera)   | A     | Samuel Mancini      |
|    | Italia (bandiera)   | A     | Luigi Senatore      |

| N° |                   | Ruolo | Giocatore           |
| -- | ----------------- | ----- | ------------------- |
|    | Italia (bandiera) | A     | Francesco Posterivo |
|    | Italia (bandiera) | A     | Carlo Calabrese     |
|    | Italia (bandiera) | A     | Carmine Monaco      |
|    | Italia (bandiera) | CV    | Claudio Albino      |
|    | Italia (bandiera) | CV    | Saverio Sarro       |
|    | Italia (bandiera) | CV    | Mario Casciaro      |
|    | Italia (bandiera) | CB    | Alessandro Narcisi  |
|    | Italia (bandiera) | CB    | Lorenzo Boccia      |

| Allenatore: | Francesco Palermo |

Vice-Allenatore:  Fabrizio Fortino

### Rosa Femminile 2024-2025
| N° |                   | Ruolo | Giocatore           |
| -- | ----------------- | ----- | ------------------- |
|    | Italia (bandiera) | P     | Divina Nigro        |
|    | Italia (bandiera) | P     | Martina Brandimarte |
|    | Italia (bandiera) | P     | Giulia Reda         |
|    | Italia (bandiera) | D     | Angela Manna        |
|    | Italia (bandiera) | D     | Vittoria Santoro    |
|    | Italia (bandiera) | D     | Sara Zaffina        |
|    | Italia (bandiera) | A     | Federica Morrone    |
|    | Italia (bandiera) | A     | Maria Le Fosse      |
|    | Italia (bandiera) | A     | Vittoria Occhione   |

| N° |                     | Ruolo | Giocatore             |
| -- | ------------------- | ----- | --------------------- |
|    | Italia (bandiera)   | A     | Giorgia Marigliano    |
|    | Italia (bandiera)   | A     | Loredana Stavolo      |
|    | Italia (bandiera)   | A     | Alice Mandelli        |
|    | Bulgaria (bandiera) | CB    | Anna Gesheva          |
|    | Italia (bandiera)   | CB    | Cristina Malluzzo     |
|    | Brasile (bandiera)  | CV    | Rebecca Moreira       |
|    | Spagna (bandiera)   | CV    | Miriam Ciudad Herrera |
|    | Italia (bandiera)   | CV    | Marta Misiti          |

| Allenatore: | Francesco Fasanella |

## Palmarès

### Settore femminile

#### Trofei giovanili
- Campionato italiano femminile U-17: 1

2014
- Campionato italiano femminile U-19: 1

2015